# José María Basualdo Elejalde
José María Basualdo Elejalde (Luiaondo, Aiara, 18 de novembre de 1948) va ser un ciclista basc, que es va especialitzar en el ciclocròs. Va guanyar tres cops el Campionat d'Espanya, i es va classificar tres cops entre els deu primers al Campionat del món.

## Palmarès en ciclocròs
- 1970
  - 2n al Campionat del món de ciclocròs amateur
- 1972
  -  Campió d'Espanya de ciclocròs
  - 5è al Campionat del món de ciclocròs
- 1973
  -  Campió d'Espanya de ciclocròs
  - 8è al Campionat del món de ciclocròs
- 1976
  -  Campió d'Espanya de ciclocròs

## Palmarès en ruta
- 1970
  - 1r a la Prova de Legazpi